# Оссиконы

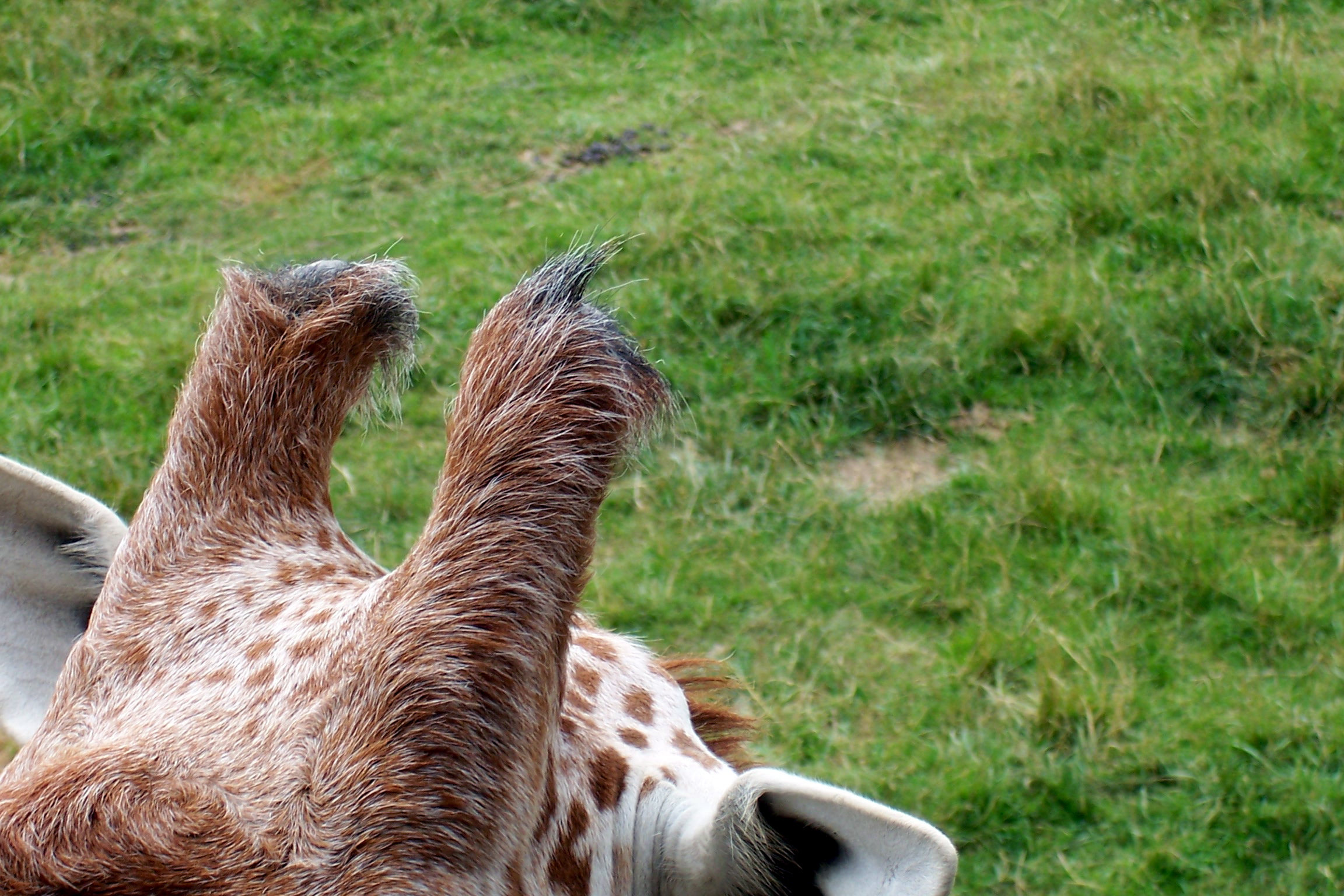
Оссиконы жирафа

Оссиконы — рого- или пантоподобные выступы на головах жирафов обоих полов, самцов окапи и их вымерших родственников, таких как сиватерии и климакоцератиды. Среди современных животных только жирафы и окапи имеют истинные оссиконы. Жирафы, как утверждал Брэм, даже рождаются с ними; при рождении детеныша оссиконы не прикреплены к черепу (поскольку в эмбриональном периоде эти хрящевые образования развивались отдельно от него), а потому легко гнутся при прохождении через родовой канал. В некоторых публикациях, напротив, утверждается, что жирафята рождаются без рожек, место их будущего появления отмечено пучками чёрных волос, под которыми находится хрящик. Постепенно хрящевые ткани окостеневают, превращаясь в маленькие рожки, которые затем начинают расти. Пучки чёрной шерсти остаются у жирафёнка на несколько лет, потом они стираются и исчезают.
Обычно голова жирафа увенчана одной парой оссиконов, но изредка встречаются особи с двумя парами рожек. А нередко посреди лба имеется своеобразный костный нарост, который по ошибке можно принять за ещё один — непарный — рог.
Оссиконы похожи на рога полорогих, но состоят из окостеневшего хряща и покрыты кожей и шерстью, а не кератином. Тогда как, например, рога оленей — семейства, близкого к жирафовым, — состоят из костной ткани и хотя поначалу покрыты кожей и мехом (панты), в зрелом состоянии кожа с них отшелушивается, обнажая кость.
Палеонтологи отмечают, что особенно много о развитии жирафовых может рассказать их череп, поскольку положение и форма оссиконов различаются у разных видов.
Несмотря на обилие версий происхождения оссиконов от представителей различных наук, ни одна из них не выдерживает критики. Целесообразность оссиконов не прослеживается ни в настоящем, ни в прошлом. Некоторые приверженцы креационизма считают, что оссиконы были даны жирафу просто для красоты.